# Việt quang bảo hạp
Nguyệt Quang Bảo Hạp hay còn gọi là Việt Quang Bảo Hạp (tựa tiếng Anh: Just Another Pandora's Box; Hán giản thể: 越光宝盒; Hán phồn thể: 越光寶盒; bính âm Hán ngữ: Yuèguāng Bǎohé) là một bộ phim điện ảnh Hồng Kông do Lưu Trấn Vĩ đạo diễn, khởi chiếu năm 2010. Đây là phần tiếp theo của Đại thoại Tây du khởi chiếu năm 1995 cũng do Lưu đạo diễn. Phim có sự góp mặt của nhiều ngôi sao Hồng Kông nổi tiếng như Trịnh Trung Cơ và Tôn Lệ. Chu Nhân, diễn viên đóng vai chính trong Đại thoại Tây du thì trong phim này cô tham gia với vai khách mời.

## Nội dung
Tuy là tiếp nối câu chuyện của Đại thoại Tây du nhưng Việt Quang Bảo Hạp lại theo hướng hài giễu nhại, là sự hòa trộn của nhiều bộ phim và sự kiện nổi bật, trong đó bối cảnh chủ yếu lấy từ phim Xích Bích, với một số nhân vật từ phim của Châu Tinh Trì như Tuyệt đỉnh Kungfu và Siêu khuyển thần thông, cùng một vài chi tiết của Titanic và Ma Trận.
Mai Khôi Tiên Tử, một tiên nữ nhà trời hạ phàm mang theo cây kiếm của Tử Hà Tiên Tử với hi vọng tìm được tình yêu đích thực của đời mình. Cô không may bị đuối nước và được Thanh Nhất Sắc (một tên trộm) vớt lên. Khi Nhất Sắc đang loay hoay với cây kiếm thì Mai Quế Tiên Tử (người trong mộng của Mai Khôi) xuất hiện và rút thanh kiếm khỏi bao và chạy mất. Mai Khôi tỉnh dậy thấy thanh kiếm được rút khỏi bao liền nghĩ Nhất Sắc chính là duyên kiếp trời định và theo đuổi anh đến cùng trời cuối đất.
Nhất Sắc chỉ muốn lợi dụng tình hình để trộm đồ nay lại bị nữ nhân tán tỉnh, anh liền bỏ chạy. Trên đường đi, hai người gặp Ngưu Ma Vương đánh rơi Nguyệt Quang Bảo Hạp, vô tình nhặt được Bảo Hạp, đọc được thần chú khiến Nhất Sắc và Mai Khôi bị xuyên không đến thời Tam Quốc. Nhất Sắc trong bộ dạng của Triệu Tử Long trong trận Trường Bản, vô tình khiến My phu nhân phải nhảy giếng tự sát rồi thoát khỏi vòng vây, anh mang A Đẩu về nhầm doanh trại Tào Tháo. Sau khi bị Tào Tháo nghi ngờ tịch thu Bảo Hạp và đuổi đi, anh chạy về đúng doanh trại Lưu Bị giao nộp A Đẩu, tại đây anh gặp Sứ giả Tây Vực - chính là Mai Khôi cải trang - và biết được mình (trong thân thế Triệu Vân) có hôn thê là Tôn Thượng Hương cùng một đàn con đủ màu da. Nhất Sắc tiếp tục bị Mai Khôi theo tán tỉnh và phải tìm mọi cách lẩn trốn, nhưng sau vài ngày như vậy anh đành phải giả vờ yêu cô để cùng đi lấy Bảo Hạp ở chỗ Tào Tháo.
Trận Xích Bích diễn ra cũng là lúc Nhất Sắc và Mai Khôi lén sang doanh trại Tào Tháo, nhưng bị phát hiện và Nhất Sắc bị bắt giam dưới khoang thuyền. Sau khi bắt trói được Tào Tháo thì Mai Khôi đi tìm và cứu được Nhất Sắc, nhưng khi cả hai cùng đọc thần chú để xuyên không thì Nhất Sắc bất ngờ đạp Mai Khôi xuống sông và biến mất. Khi tỉnh dậy, Nhất Sắc thấy mình trong bộ dạng lưỡng tính của Chương Tử Di, bị Ngưu Ma Vương trói lên cột để ép cưới. Đúng lúc này, Thiết Phiến Công Chúa xuất hiện đánh ghen với Ngưu Ma Vương, trong hỗn loạn Nhất Sắc bỏ chạy và được hai vị tu sĩ cứu. Anh gặp Mai Khôi và Tịch Dương Hiệp đang tán tỉnh nhau trên tường thành, nhận ra mình đã có tình cảm thực sự với Mai Khôi, anh lập tức lên giành giật lại nàng tiên nữ.
Bộ phim có cảnh hậu danh đề phỏng theo bộ phim Ma Trận và Tuyệt đỉnh Kungfu, trong đó Nhất Sắc (là Neo) mặc đồ đen giáp mặt với một nhóm mặc đồ trắng do Đặc vụ Smith dẫn đầu. Nhóm áo trắng ném vũ khí về phía Nhất Sắc, trong khi anh chỉ giơ tay và nói "Không" và rồi ngồi khóc với hàng đống vũ khí găm chi chít lên người.

## Diễn viên

### Diễn viên chủ chốt
- Trịnh Trung Cơ -vai- Thanh Nhất Sắc / Triệu Vân / The One (Ma trận) / Chương Tử Di đã chuyển giới tính (cô gái bị trói ở cuối phim). Thanh Nhất Sắc có từ Sắc phát âm gần giống Jack, nên phim tận dụng điểm này để lồng đoạn Titanic vào.
- Tôn Lệ -vai- Mai Khôi Tiên Tử / Rose (Titanic)
- Lương Vịnh Kỳ -vai- Sứ giả Tây Vực
- Tăng Chí Vĩ -vai- Gia Cát Lượng
- Hoàng Bột -vai- Chu Du
- Quách Đức Cương -vai- Tào Tháo

### Khách mời
- Chu Nhân -vai- Tử Hà Tiên Tử (Thanh Hải Phục Minh Hà)
- Chung Hân Đồng -vai- Tôn Thượng Hương
- Đàm Diệu Văn -vai- Hạ Hầu Uyên
- Nguyên Bưu -vai- Lưu Bị
- Huỳnh Dịch -vai- Tiểu Kiều
- Phương Lực Thân -vai- Quan Vũ
- Phàn Thiếu Hoàng -vai- Trương Phi
- Ngô Quân Như -vai- Đầu bếp
- Đặng Lệ Hân -vai- Quả bóng nhựa (em gái sứ giả Tây Vực)
- Ngô Kinh -vai- Quan gác cổng
- Điền Khải Văn -vai- Tướng cấm vệ quân (Thập diện mai phục)
- Chung Trấn Đào -vai- Lính đốt đuốc
- Vương Học Binh -vai- Ngưu Ma Vương
- Thái Thiếu Phân -vai- Bà La Sát / Công chúa Thiết Phiến
- Lưu Trấn Vĩ -vai- Thầy tu già - Kiêm đạo diễn phim
- Mạch Tử Thiện -vai- Hạ Hầu Đôn
- Quách Đào -vai- Hoa Đà
- Nguyên Khuê -vai- Tướng quân Tào
- Vương Tổ Lam -vai- Lính quân Tào (anh chàng bắt chước)
- Lương Tiểu Long -vai- Hỏa Vân Tà Thần (Tuyệt đỉnh Kungfu)
- Viên Tường Nhân -vai- Lão cái bang (Tuyệt đỉnh Kungfu)
- Lâm Tuyết -vai- Tào Thắng (người nằm dưới ghế mát-xa)
- Ngụy Tuấn Kiệt -vai- Lính quân Ngô (đoạn Thanh Nhất Sắc hỏi chỗ để bỏ ra ngoài và được chỉ tới hố phân)
- Triệu Trí Linh (Triệu Chí Lăng) -vai- Lính quân Ngô (già) (đoạn 2 người lính nói chuyện Cam Tướng quân ném bộc phá)
- Thích Hành Vũ -vai- Lính quân Ngô (trẻ) (đoạn 2 người lính nói chuyện Cam Tướng quân ném bộc phá)
- Lương Hán Văn -vai- Người lính (đoạn hòa nhạc của Gia và Chu)
- Lý Lực Trì -vai- Ngọc Diện Phi Long - Chí Tôn Bảo
- Vu Vinh Quang -vai- Cam Ninh Tướng quân
- Nguyên Thu -vai- Bà chủ nhà (Tuyệt đỉnh Kungfu)
- Nguyên Hoa -vai- Ông chủ nhà (Tuyệt đỉnh Kungfu)
- Lưu Dĩ Đạt -vai- Cậu bé to xác lúc Hạ Hầu Uyên đuổi theo
- Từ Kiều -vai- Dicky (con trai A Tinh - Siêu khuyển thần thông)
- Ken Jonk -vai- Lính quân Tào
- Charmaine Fong -vai- Lính quân Tào
- Đường Văn Long -vai- Tướng quân Ngô
- Lâm Tử Thông -vai- Tịch Dương hiệp - Warrior Sunset (anh béo cuối phim)
- Lý Kiện Nhân -vai- Cô gái thôn quê ngoáy mũi
- Tạ Quân Hào -vai- Đặc vụ Smith (cuối phim - Ma trận)
- Sa Dật -vai- Kỳ Nham (Hạ tướng của Hạ Hầu Đôn)
- Lý Y Hiểu -vai- My phu nhân
- Yu Bin -vai- Người lính bị thương trên đầu
- Xu Wanqiu -vai- Nữ "đại phu"
- Ken Wong -vai- Lỗ Túc
- Yu Qian -vai- Người phiên dịch "Ngôn ngữ ký hiệu"
- Trương Lệ -vai- vợ Lưu Bị (người thon thả)
- Lệ Na -vai- vợ Lưu Bị (tóc ngắn, áo tím)
- Ái Mộng Danh -vai- vợ Lưu Bị (đội tóc rơm)
- Trần Khải Sư -vai- vợ Cam Ninh Tướng quân
- Ban nhạc The Flowers -vai- Tiểu tốt Tào Tháo (3 tên lính đánh lại Triệu Vân)
- Lê Diệu Tường -vai- Mai Quế Tiên Tử (người chặn kiếm của Thanh Nhất Sắc ở đầu phim)
- Johnnie Kong -vai- assistant master
- Liên Vĩ Kện (連偉健) -vai- Minister Lian
- Trần Quốc Khôn -vai- Người lính

## Nhạc phim
- Auld Lang Syne - Dân ca Scotland - Thanh Nhất Sắc, Mai Khôi Tiên Tử, Lưu Bị, Trương Phi, Quan Vũ
- 忘情水 / Vong tình thủy - Nhạc cuối phim - Đoàn làm phim / Lưu Đức Hoa
- 我不入地獄 / Nothing Ventured, Nothing Gained (không lời) - sử dụng lại của Tuyệt đỉnh Kungfu
- My Heart Will Go On (đã cải biên)